# شيرين جيرامي
(بالفارسية: شیرین گرامی) هي أول فتاة إيرانية تستطيع المشاركة في بطولة رياضية علي مستوى العالم. ووافقت السلطات الإيرانية على مشاركتها بعد محاولات عديدة بـ مسابقات ألعاب العدو العالمية، شاركت في المسابقة وهي ترتدي الزي الإسلامي الكامل، وقام الرئيس الإيراني حسن روحاني بتهنئتها من خلال موقع تويتر فذكر أن شيرين هي أول فتاة ترفع ألوان العلم الإيراني في مسابقة عالمية.